# Conocephalus maculatus
Conocephalus maculatus är en insektsart som först beskrevs av Le Guillou 1841.  Conocephalus maculatus ingår i släktet Conocephalus och familjen vårtbitare. Inga underarter finns listade i Catalogue of Life.